# Riu Helmand
L'Helmand (també Helmend, Helmund, Hilmand, Hirmand; paixtu: هیرمند, هلمند Hīrmand, Helmand, llatí clàssic: Erymandrus, a l'Avesta Haetumat, a l'Hudu al-Alam: Hidhmand) és el riu més llarg de l'Afganistan amb una longitud de 1.150 km. Neix a l'Hindu Kush a l'Hazar Kash, vall de Chaj Hazara, serralada de Paghman, a uns 80 km a l'oest de Kabul; passa al nord del pas Unai i va cap al sud-oest al desert de Dasht-i Margo, cap a les maresmes de Seistan i el llac d'Hamun-i-Helmand, prop de la frontera iraniana, on es perd. En aquest riu s'ha construït la central hidroelèctrica de Kajakai, amb la presa del mateix nom.

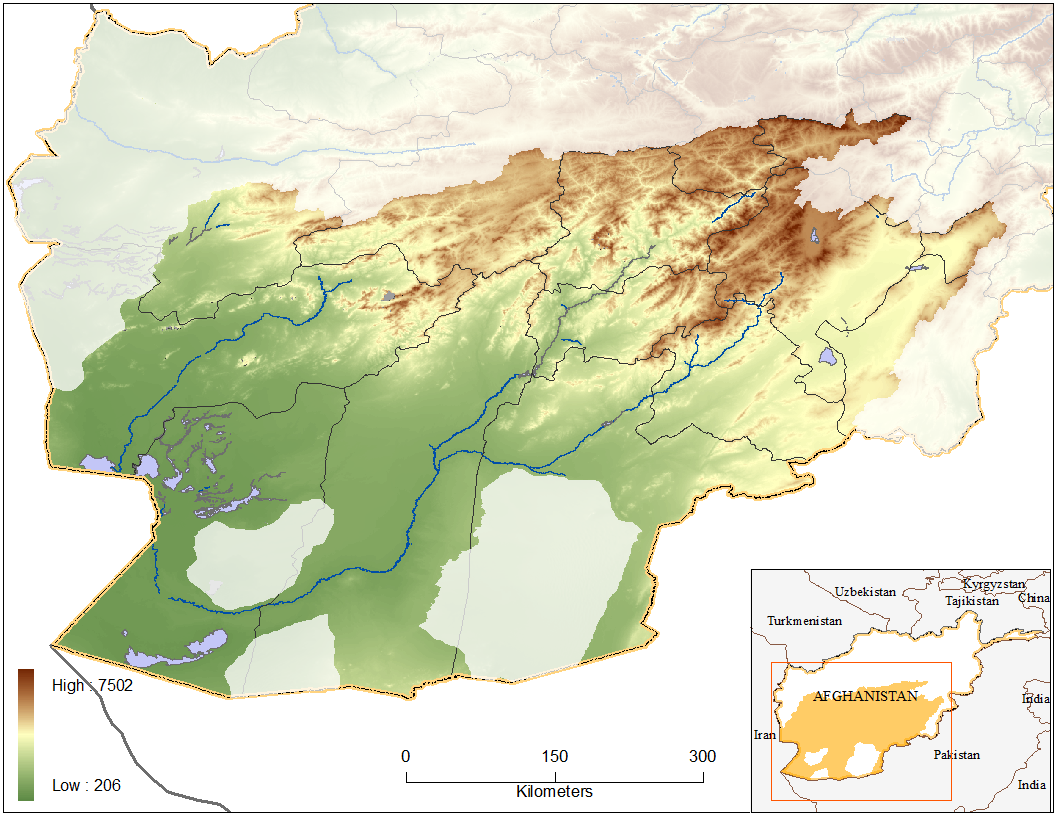
Topografia de la conca de l'Helmand

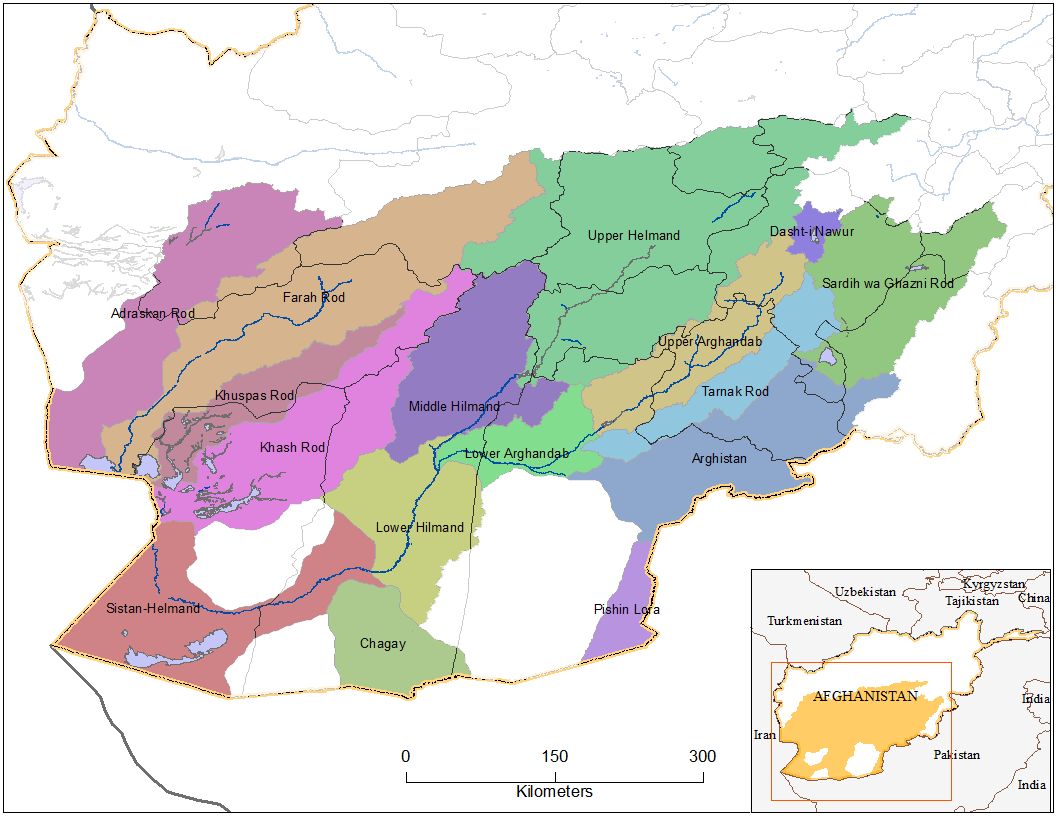
Conca de l'Helmand

## Afluents
Té cinc afluents principals; els tres darrers se li uneixen junts (amb el nom d'Arghandab) a Kala Bist a uns 60 km de Curishk. Un afluent menor és el Tarnak. El seu afluent principal és l'Arghandab (confluència a 31° 27′ N, 64° 23′ E / 31.450°N,64.383°E.
- Kaj o Khud Rud (s'hi uneix a Hazarajat),
- Tirin,
- Argandab,
- Tarnak,
- Arghastan.